# Distrito de Jindřichův Hradec
El distrito de Jindřichův Hradec es uno de los siete distritos que forman la región de Bohemia Meridional, República Checa, con una población estimada a principio del año 2018 de 90 835 habitantes. Se encuentra ubicado al suroeste del país, al sur de Praga, cerca de la frontera con Alemania y Austria. Su capital es la ciudad de Jindřichův Hradec.

## Localidades (población año 2018)
- Báňovice 104
- Bednárec 117
- Bednáreček 183
- Blažejov 447
- Bořetín 98
- Březina 124
- Budeč 207
- Budíškovice 720
- Cep 196
- Červený Hrádek 209
- České Velenice 3465
- Český Rudolec 920
- Chlum u Třeboně 1970
- Číměř 711
- Cizkrajov 543
- Člunek 484
- Dačice 7351
- Dešná 610
- Deštná758
- Dívčí Kopy 72
- Dobrohošť 42
- Dolní Pěna 372
- Dolní Žďár 156
- Domanín 385
- Doňov 78
- Drunče 45
- Dunajovice 220
- Dvory nad Lužnicí 336
- Frahelž 148
- Hadravova 59
- Halámky 175
- Hamr 350
- Hatín 196
- Heřmaneč 86
- Horní Meziříčko 115
- Horní Němčice 81
- Horní Pěna 602
- Horní Radouň 241
- Horní Skrýchov 170
- Horní Slatina 136
- Hospříz 421
- Hrachoviště 77
- Hříšice 330
- Jarošov nad Nežárkou 1107
- Jilem 123
- Jindřichův Hradec 21 460
- Kačlehy 93
- Kamenný Malíkov 70
- Kardašova Řečice 2203
- Klec 173
- Kostelní Radouň 288
- Kostelní Vydří 158
- Kunžak 1485
- Lásenice 551
- Lodhéřov 655
- Lomnice nad Lužnicí 1802
- Lužnice 410
- Majdalena 513
- Nová Bystřice 3309
- Nová Olešná 128
- Nová Včelnice 2272
- Nová Ves nad Lužnicí 341
- Novosedly nad Nežárkou 657
- Okrouhlá Radouň 201
- Peč 470
- Písečné 509
- Pístina 133
- Plavsko 448
- Pleše 190
- Pluhův Žďár 603
- Polště 121
- Ponědraž 113
- Ponědrážka 76
- Popelín 499
- Příbraz 261
- Rapšach 581
- Ratiboř 186
- Rodvínov 592
- Roseč 232
- Rosička 59
- Slavonice 2427
- Smržov 121
- Staňkov 204
- Staré Hobzí 522
- Staré Město pod Landštejnem 469
- Stráž nad Nežárkou 842
- Stříbřec 450
- Střížovice 580
- Strmilov 1417
- Studená 2313
- Suchdol nad Lužnicí 3559
- Světce 130
- Třebětice 320
- Třeboň 8349
- Újezdec64
- Velký Ratmírov 229
- Vícemil 75
- Višňová 81
- Vlčetínec 47
- Volfířov 716
- Vydří 113
- Záblatí 79
- Záhoří 115
- Zahrádky 269
- Žďár 97
- Županovice 65